# Puncheston
 (juin 2018).
Si vous disposez d'ouvrages ou d'articles de référence ou si vous connaissez des sites web de qualité traitant du thème abordé ici, merci de compléter l'article en donnant les références utiles à sa vérifiabilité et en les liant à la section « Notes et références ».
Puncheston (en gallois : Cas-mael) est une communauté du pays de Galles, au Royaume-Uni, située dans le comté du Pembrokeshire. La communauté est composée des villages de Puncheston, Henry's Moat (en), Casnewydd Bach (en), Morvil (en) et Tufton (en).

## Toponymie
Le nom du village en gallois est Cas-mael. D'après Samuel Lewis, le nom viendrait de « Castell Mael », du nom d'un ancien campement à proximité.

## Démographie
En 1849, la population était de 255 habitants. En 2011, elle était de 568, dont 52% de femmes.